# División de Honor de rugby 2010-11
La temporada 2010-11 de la División de Honor fue la 44.ª de esta competición en la que participaron diez equipos españoles. La liga dio comienzo el 5 de septiembre, más pronto de los habitual, y concluyó el 6 de marzo de 2011. El calendario, que fue publicado oficialmente el 27 de julio de 2010, comprende un total de noventa partidos, en el que cada equipo se enfrenta a los otros nueve en una liga a doble vuelta. Al final del mismo se dirime el descenso directo a División de Honor B de los dos últimos clasificados.
El C.R. La Vila se proclamó campeón de liga en la jornada 17.

## Equipos participantes
| Club                     | Ciudad                    | Estadio                             | Entrenador             |
| Sanitas Alcobendas       | Alcobendas                | Las Terrazas                        | Jesús Delgado          |
| CAU Valencia             | Valencia                  | Campos del Río Turia                | Nicolás Barzano        |
| Cetransa El Salvador     | Valladolid                | Campos de Pepe Rojo                 | Juan Carlos Pérez      |
| Cajasol Ciencias         | Sevilla                   | Instalaciones Deportivas La Cartuja | Jon Curry              |
| Bizkaia Gernika R.T.     | Guernica y Luno (Vizcaya) | Campo de Urbieta                    | Jorge Giménez          |
| AMPO Ordizia R.E.        | Ordicia                   | Estadio Municipal de Altamira       | Jim Dixon Inazio Araña |
| C.R. La Vila             | Villajoyosa               | Campo de El Pantano                 | Mark Hewitt            |
| Pégamo Bera Bera         | San Sebastián             | Miniestadio de Anoeta               | Gorka Bueno Íñigo Imaz |
| VRAC Quesos Entrepinares | Valladolid                | Campos de Pepe Rojo                 | Miguel Velasco         |
| UE Santboiana Seat       | San Baudilio de Llobregat | Estadi Baldiri Aleu                 | Sean Spring            |

### Cambios de entrenadores
| Equipo               | Entrenador (jornadas)                       |
| -------------------- | ------------------------------------------- |
| Cetransa El Salvador | Luís Turrión (1-8) Juan Carlos Pérez (8-18) |

## Pretemporada
Como es habitual cada verano, los clubes participantes este año en División de Honor realizan test de pretemporada a lo largo del mes de agosto:
- 21 de agosto Sanitas Alcobendas vs VRAC: 0-26
- 21 de agosto: Bizkaia Gernika vs Ordizia:[9] 59-26
- 27 de agosto C.R La Vila vs Sanitas Alcobendas:[10] 19-7
- 28 de agosto: USAP Sub 21 vs UE Santboiana Seat:[11] 7-26[12]

## Supercopa de España
En asamblea de la Federación española, se acordó, el día 10 de julio, que la Supercopa de 2010 se disputase a partido único entre los campeones de liga y copa, es decir, Cetransa El Salvador y VRAC respectivamente. El partido se disputó el domingo 29 de agosto en los Campos de Pepe Rojo. VRAC Quesos Entrepinares se alzó con la victoria tras doblegar al Cetransa 8-13 como resultado final. Se trata de la primera supercopa que consigue en su historia el equipo quesero.

## Desarrollo de la temporada
La competición se presentó oficialmente el 2 de septiembre con la presencia de Alfonso Mandado, presidente, Regis Sonnes, seleccionador nacional, el subdirector Adjunto de Alta Competición del Consejo Superior de Deportes, Jesús Mardarás Arrúe entre otros. Se aprovechó la ocasión para anunciar que la plataforma de televisión ONO se haría cargo de la retransmisión televisiva de la liga ofreciendo un partido cada jornada así como resúmenes, Copa del Rey etc.
Cetransa el Salvador partía como defensor del título. Como novedades, CAU Valencia y MBE Alcobendas regresan a la élite del rugby español tras vencer en sus respectivos play off, en detrimento de Les Abelles y Bera Bera, descendidos la temporada anterior.
Respecto a los patrocinios, Renfe continuó una temporada más como patrocinador oficial de la División de Honor. Por otra parte, la UE Santboiana volvió a incluir en su denominación el nombre de un patrocinador, Seat, algo que no ocurría desde 1995 con la asesoría de ingeniería civil CICSA, pasando a denominarse Seat UE Santboiana. Alcobendas Rugby, tras dos años con la denominación de Mercedes Benz España, se convirtió en Sanitas Alcobendas tras la firma de un acuerdo de patrocinio para esta nueva temporada.
El 10 de julio, saltó la noticia de una posible venta de la plaza de División de Honor perteneciente al CRC Madrid en favor del Pégamo Bera Bera, el cual retornaría a la máxima categoría nacional. Posteriormente, el 27 de julio de 2010 se anunciaba oficialmente que CRC Madrid vendía su plaza de División de Honor al Bera Bera, por una cantidad aproximada de 20000 Euros, para poder hacer frente a los diversos problemas económicos por los que atravesaba el club madrileño. Aunque el club negoció hasta el último momento con el Grupo Santa Mónica Sports, las negociaciones no llegaron a buen puerto. De esta forma CRC Madrid, pasó a jugar en División de Honor B durante la Temporada 2010/2011.
El 20 de febrero de 2011, el C.R. La Vila se proclamaba campeón de División de Honor por primera vez en su historia tras derrotar al equipo de El Salvador en Villajoyosa a falta de una jornada para el final de la liga.
Por otro lado, CAU Valencia y Pégamo Bera Bera perdían la categoría tras terminar en última y penúltima posición respectivamente.

## Clasificación

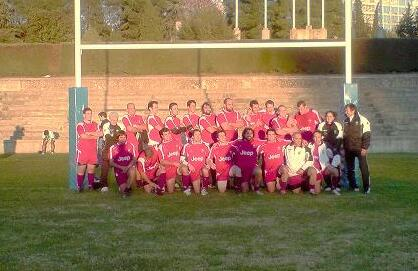
Sanitas Alcobendas volvió a la élite del rugby nacional tras dos años de ausencia

| \| \| Clasificación División de Honor 2010-2011 \| |                                           |     |    |   |    |     |     |      |     |     |     |
| Pos                                                | Equipo                                    | Jug | V  | E | D  | PF  | PC  | +/-  | PBO | PBD | Pts |
| 1                                                  | C.R. La Vila                              | 18  | 15 | 0 | 3  | 551 | 380 | 171  | 8   | 0   | 68  |
| 2                                                  | AMPO Ordizia R.E.                         | 18  | 13 | 0 | 5  | 567 | 371 | 196  | 11  | 4   | 67  |
| 3                                                  | Cetransa El Salvador (C)                  | 18  | 11 | 1 | 6  | 485 | 309 | 176  | 8   | 5   | 59  |
| 4                                                  | Bizkaia Gernika R.T                       | 18  | 12 | 1 | 5  | 460 | 311 | 149  | 4   | 3   | 57  |
| 5                                                  | VRAC Quesos Entrepinares                  | 18  | 11 | 0 | 7  | 450 | 374 | 76   | 6   | 3   | 53  |
| 6                                                  | Cajasol Ciencias                          | 18  | 7  | 1 | 10 | 387 | 450 | -63  | 7   | 2   | 39  |
| 7                                                  | UE Santboiana Seat                        | 18  | 7  | 0 | 11 | 309 | 423 | -114 | 3   | 3   | 34  |
| 8                                                  | Sanitas Alcobendas (A)                    | 18  | 6  | 0 | 12 | 414 | 478 | -64  | 4   | 5   | 33  |
| 9                                                  | Pégamo Bera Bera                          | 18  | 5  | 1 | 12 | 408 | 441 | -33  | 4   | 7   | 33  |
| 10                                                 | CAU Valencia (A)                          | 18  | 1  | 0 | 17 | 273 | 767 | -494 | 1   | 1   | 6   |
|                                                    | Clasificación División de Honor 2010-2011 |     |    |   |    |     |     |      |     |     |     |

### Leyenda
- Pts = Puntos totales